# Čereňany
Čereňany (prononciation slovaque : [ˈt͡ʃɛrɛɲanɪ], allemand : Tscherenein, hongrois : Cserenye [ˈt͡ʃɛrɛɲɛ]) est un village de Slovaquie situé dans la région de Trenčín.

## Histoire
La première mention écrite du village date de 1329.

## Géographie
Čereňany se situe à 9 km à l’est de Partizánske et 9 km au sud-ouest de Nováky. Le territoire de la commune est traversé par la Nitra au nord-ouest et s’étend dans les monts Vtáčnik au sud-est, et inclut les sommets Buchlov et Balatom. Le village est traversé par la route I/64 ainsi que par la ligne de chemin de fer 140, bien qu’il n’ait pas de gare (les gares les plus proches sont celles d’Oslany et de Bystričany).
|                |           | Bystričany                       |
| Malé Kršteňany | Čereňany  |                                  |
| Oslany         | Horná Ves | Kľak (région de Banská Bystrica) |

## Démographie

### Évolution de la population
| Année:               | 1994. | 2004.   | 2014.   | 2024.   |
| -------------------- | ----- | ------- | ------- | ------- |
| Nombre de personnes: | 1697  | 1730    | 1692    | 1742    |
| Différence:          |       | +1,94 % | -2,19 % | +2,95 % |

| Année:               | 2023. | 2024.   |
| -------------------- | ----- | ------- |
| Nombre de personnes: | 1730  | 1742    |
| Différence:          |       | +0,69 % |